# Philomena Mensah
Philomena Mensah, född den 11 maj 1975, är en kanadensisk före detta friidrottare som tävlade i kortdistanslöpning.
Mensahs främsta merit är hennes bronsmedalj vid inomhus-VM 1999 på 60 meter. Hon deltog vid två utomhus-VM. Vid VM 1993 sprang hon både 100 och 200 meter men blev båda gångerna utslagen i kvartsfinalen. Vid VM 1999 blev hon utslagen i semifinalen på 100 meter. 
Hon blev även silvermedaljör på 100 meter vid Samväldesspelen 1998.

## Personliga rekord
- 60 meter - 7,02 från 1999
- 100 meter - 11,03 från 1999